# Milady de Winter
Lady Clark Milady de Winter é uma personagem fictícia do romance Os Três Mosqueteiros, criada por Alexandre Dumas. Ela é uma das antagonistas da história, onde é caracterizada como perversa, a espiã do Cardeal de Richelieu.
Milady é o nome dado ao espírito persona de Haru Okumura, em Persona 5, jogo lançado em 2016.